# Sehnsucht nach Djamila
Sehnsucht nach Djamila ist ein sowjetischer Liebesfilm von Irina Poplawskaja aus dem Jahr 1969. Er beruht auf der Novelle Djamila von Tschingis Aitmatow, der auch das Drehbuch schrieb und im Film als Erzähler zu hören ist.

## Handlung
Ein Aul in der kirgisischen Steppe im Jahr 1941: Die Männer wurden zum Krieg eingezogen, zurück blieben die Ehefrauen, die nun immer wieder auf Nachricht von den Soldaten hoffen. Unter ihnen ist auch die junge Djamila, die mit Ehemann Sadyk erst wenige Monate verheiratet war, bevor er eingezogen wurde. Die Ehe kam für sie überraschend. Nach einem traditionellen Pferdewettrennen, das sie gegen Sadyk gewann und womit sie ihn der Tradition entsprechend beschämte, entführte er sie. Als sie zurückkam, so gibt der Erzähler bekannt, weigerte sie sich, ihre Mädchenkappe abzugeben. Kurze Zeit später wurde sie mit Sadyk verheiratet. Ob er sie je liebte, weiß sie nicht. Mit der Heirat kam sie in Sadyks Familie, die zwei Höfe bewirtschaftet. Nach dem Weggang der Männer ist Seit, der kleine Bruder Sadyks, der einzige männliche Bewohner des Hofes.
Djamila wird von den Männern des Auls umworben, bleibt ihrem Mann jedoch treu, auch wenn der in seinen Briefen Djamila stets nur einen kurzen Nachsatz widmet. Djamila arbeitet härter, als sie müsste. Für den schwachen Danijar, der verwundet von der Front zurückkehrte und nun ein schiefes Bein besitzt, hat sie nur Spott übrig. Sie spielt ihm Streiche, und als Seit bemerkt, dass Danijar Djamila verehrt, macht auch er ihm das Leben schwer. Beide laden ihm einen zu schweren Sack Getreide auf den Wagen. Zum Entleeren der Säcke müssen diese eine hohe Rampe hinaufgetragen und die Körner von oben auf den Getreideberg geschüttet werden. Obwohl Danijar unter der Last des Sackes fast zusammenbricht und Djamila ihn beschwört, den Sack fallen zu lassen, da alles nur ein Scherz war, schleppt Danijar ihn bis zum Ende der langen Rampe. Djamila ändert langsam ihre Meinung über Danijar. Beide kommen sich heimlich näher. Als nach langer Zeit ein Mann des Auls von der Front kommt und auch Nachricht von Sadyk bringt, entscheidet sich Djamila für Danijar. Beide fliehen aus dem Aul. Am nächsten Tag ist Sadyk von der Front zurück und reitet mit anderen Männern des Auls los, um seine untreue Ehefrau einzuholen. Er würde Djamila und Danijar erschlagen, doch können die Männer die beiden nicht mehr einholen.
Seit, der bereits von Djamila und Danijar Bilder gezeichnet hat, will den Aul ebenfalls verlassen und eine Ausbildung zum Maler beginnen. Als erwachsener Mann auf seine Kinderzeit zurückblickend stellt er fest, dass die Gemeinschaft im Aul zu dieser Zeit endgültig zerbrach.

## Produktion
Sehnsucht nach Djamila kam 1969 in die Kinos der Sowjetunion und erlebte am 17. April 1970 seine Premiere in den Kinos der DDR. Am 4. Februar 1972 lief der Film erstmals auf DFF 1 im Fernsehen der DDR und kam am 23. April 1972 erstmals in der ARD im bundesdeutschen Fernsehen. Im September 2005 brachte Icestorm den Film im Rahmen der Reihe Russische Klassiker auf DVD heraus.

## Synchronisation
Den Dialog der DEFA-Synchronisation schrieb Friedel Hohnwald, die Regie übernahm Arno Wolf.
| Rolle             | Darsteller            | Synchronsprecher    |
| ----------------- | --------------------- | ------------------- |
| Djamila           | Natalja Arinbassarowa | Ursula Werner       |
| Danijar           | Suimenkul Tschokmorow | Wolfgang Pampel     |
| Seit              | Nasredin Dubaschew    | Dietmar Stiehl      |
| Mutter            | Aliman Dshangorosowa  | Annemarie Hentschel |
| Sadyk             | Altinbek Kenshekow    | Wolf-Dietrich Voigt |
| Osmon             | Muchtar Bachtygirejew | Günter Grabbert     |
| Brigadier Orosmat | Nassyr Kitajew        | Rainer R. Lange     |
| Erzähler          | Tschingis Aitmatow    | Siegfried Voß       |

## Kritik
Das Lexikon des internationalen Films schrieb, dass „der Film […] in seiner poetischen Darstellung der weiten Landschaft, in der differenzierten Darstellung der Sinnlichkeit der Figuren [fasziniert]; bestechend auch die lyrische Intensität der Kamera.“
Für Cinema war Sehnsucht nach Djamila eine „kongeniale Verfilmung des wunderbar melancholischen Romans von Tschingis Aitmatow. Fazit: Sinnliche Liebeserklärung an die Liebe“.